# Plurale tantum

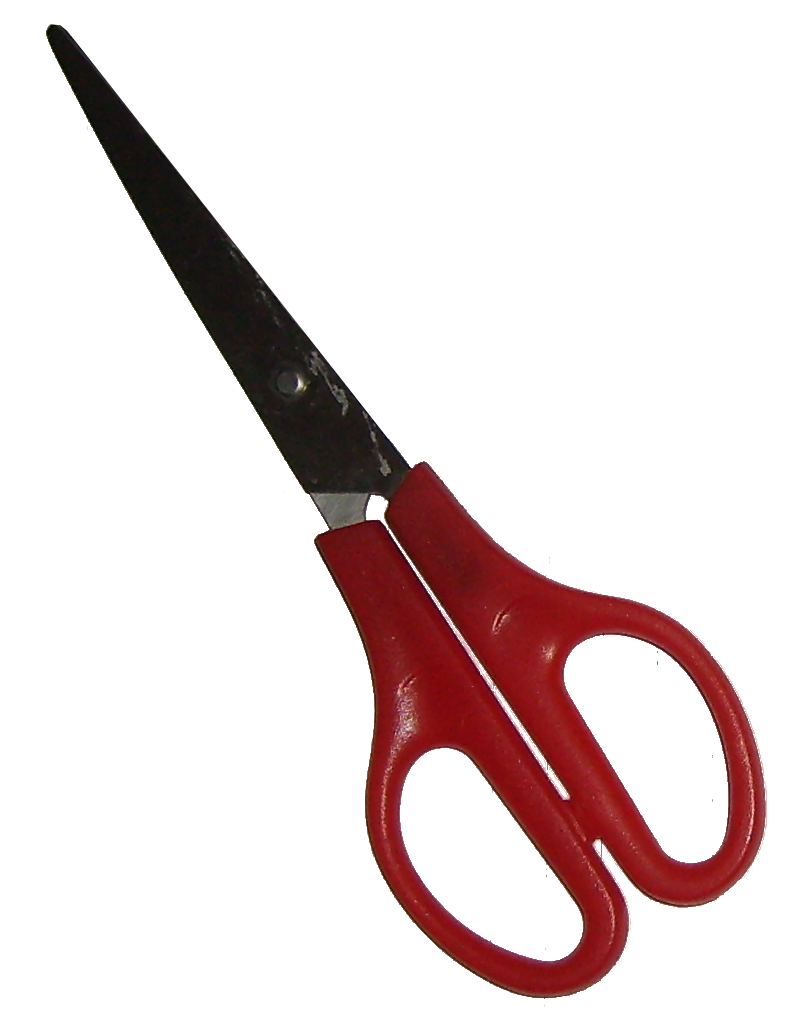
Przykład plurale tantum: desygnat składający się z dwóch symetrycznych części

Plurale tantum (lm. pluralia tantum) – rzeczownik występujący pod względem formalnym jedynie w liczbie mnogiej mimo znaczenia liczby pojedynczej lub niepoliczalności desygnatu.

## W języku polskim

### Cechy charakterystyczne
W języku polskim pluralia tantum zwykle mają rodzaj niemęskoosobowy.
Rzeczowniki takie mogą być albo policzalne (np. drzwi, usta), albo niepoliczalne (np. fusy, męty). Tylko te pierwsze łączą się z określeniami liczebnikowymi, przy czym zwykle takim określeniem są liczebniki zbiorowe (dwoje skrzypiec, troje drzwi). Nieraz liczebnik zbiorowy bywa też zastępowany tzw. wykładnikiem miary, np. jedne okulary – jedna para okularów.

### Grupy znaczeniowe
Często są to: 
- nazwy uroczystości, obrzędów, specjalnych okresów itp., np. chrzciny, andrzejki, ferie, urodziny, zaręczyny[6];
- nazwy geograficzne oznaczające większe zwarte obszary, np. Tatry, Alpy, Helsinki;
- rzeczy składające się z kilku (zazwyczaj dwóch) części, ustawionych wobec siebie symetrycznie, np. spodnie, usta, widły, nożyce / nożyczki, obcęgi, drzwi, skrzypce, szczypce, grabie, okulary itp.;
- niektóre wyrazy niepoliczalne[7], np. fusy, wnętrzności, banialuki, pomyje[8].

### Przypadki szczególne
Na granicy pomiędzy kategorią plurale tantum a zwykłą liczbą mnogą stoi polski rzeczownik rodzice, który jest etymologicznie w zasadzie zwykłą formą mnogą od rodzic. Ponieważ jednak wyraz rodzic używany był rzadko i jako słowo podniosłe bądź żartobliwe, forma rodzice się usamodzielniła i postrzegana bywa jako osobny wyraz. Obecnie jednak słowniki traktują liczbę pojedynczą jako pełnoprawną.
Jeszcze do niedawna słowo fochy używane było wyłącznie w liczbie mnogiej i niektóre źródła normatywne podają tę formę jako jedyną dopuszczalną. Obecnie słowa tego używa się również w liczbie pojedynczej, np. w wyrażeniu strzelać focha.
Niektóre formy liczby pojedynczej rzeczowników plurale tantum używane są wyłącznie żartobliwie, np. spodzień (od spodnie).

## Pluralia tantum w innych językach
Niektóre pojęcia są wyrażane jako pluralia tantum w wielu językach, np. pol. spodnie i ang. trousers; pol. nożyczki, ang. scissors i fiń. sakset; pol. okulary i ros. очки (oczki). Inne natomiast nie wykazują takich podobieństw, np. pol. drzwi i ang. door, ros. часы (czasy) i pol. zegarek. Dotyczy to również nazw geograficznych – np. w większości języków Helsinki mają liczbę pojedynczą, por.
- niem. Helsinki ist die Haupstadt Finlands, fiń. Helsinki on Suomen pääkaupunki[16] – ale: pol. Helsinki są stolicą Finlandii.

### Inne języki słowiańskie
W języku serbskim pluralia tantum stanowią rzeczowniki określające przedmioty złożone z co najmniej dwóch części, np. naočare / наочаре „okulary”, makaze / маказе „nożyczki”, novine / новине „gazeta”, merdevine / мердевине „drabina”, pantalone / панталоне „spodnie”, a także niektóre części ciała: leđa / леђа „plecy”, grudi / груди „piersi”, usta / уста „usta”.
W języku bułgarskim pluralia tantum to:
- nazwy tradycyjnych obrzędów;
- nazwy pasm lub masywów oraz łańcuchów górskich, np. Родопите Rodopite „Rodopy”, Алпите Ałpite „Alpy”, Карпатите Karpatite „Karpaty”;
- rzeczowniki zbiorowe, np. разноски raznoski „wydatki”, финанси finansi „finanse”, трици trici „otręby”;
- rzeczowniki określające przedmioty składające się z co najmniej dwóch elementów, np. очила ocziła „okulary”, щипци sztipci „szczypce”[18], окови okowi „kajdanki”[19].

W języku bułgarskim pluralia tantum nie łączą się z liczebnikami głównymi.
W języku czeskim pluralia tantum to m.in.:
- rzeczowniki opisujące przedmioty złożone z dwóch części, np. nůžky „nożyczki”, kalhoty „spodnie”[20], brýle „okulary”[21]
- niektóre części ciała: plíce „płuca”, játra „wątroba”[22], záda „plecy”[21]
- nazwy chorób: spalničky „odra”, zarděnky „różyczka”, neštovice „ospa”[22]
- niektóre nazwy żywności, produktów czy pozostałości (np. splašky „ścieki”)[22]
- niektóre nazwy związane ze zbiorowością, np. peníze „pieniądze”, finance „finanse” i nazwy form pisemnych, np. anály „annały”, noviny „gazeta”[22]

W języku rosyjskim pluralia tantum to:
- rzeczowniki abstrakcyjne oznaczające określony przedział czasowy, np. каникулы kanikuły „wakacje”, сумерки sumierki „zmierzch”, сутки sutki „doba”, будни budni „dni robocze”
- nazwy niektórych gier i zabaw, np. прятки priatki „zabawa w chowanego”, жмурки żmurki „ciuciubabka”, шахматы szachmaty „szachy”, шашки szaszki „warcaby”
- niektóre nazwy własne: Альпы Alpy, Карпаты Karpaty, Курилы Kuriły „Kuryle”, Пиренеи Pirieniei „Pireneje”
- nazwy przedmiotów składających się z dwóch lub więcej części, np. сани sani „sanie”, ножницы nożnicy „nożyczki”, клещи kleszczy „obcęgi”, очки oczki „okulary”, носилки nosiłki „nosze”

W języku słowackim pluralia tantum to m.in.:
- nazwy przedmiotów składających się z dwóch lub więcej części, np. nožnice „nożyczki”[25], pľúca „płuca”, okuliare „okulary”, nohavice „spodnie”[26]
- nazwy niektórych miejscowości, np. Topoľčany, Košice, Piešťany[27]

### Języki germańskie
W językach germańskich dla wskazania liczby obiektów nazywanych poprzez plurale tantum dominuje użycie wykładnika miary, np. po angielsku możliwe jest tylko one pair of eyeglasses „para okularów”, ale już nie *one eyeglass, ani tym bardziej *one eyeglasses.
W języku niemieckim rzeczowniki tego typu można pod względem znaczenia podzielić na trzy grupy:
- terminy finansowe, np. Aktiven „aktywa”, Alimente „alimenty”, Einkünfte „dochody”, Mobilien „ruchomości”, Kosten „koszty”;
- nazwy geograficzne, np. Alpen „Alpy”, Dolomiten „Dolomity”, Molukken „Moluki”, Niederlande „Niderlandy”;
- inne, m.in. Annalen „annały, kroniki”, Ferien „ferie”, Gebrüder „rodzeństwo”, Genitalien „genitalia”, Kurzwaren „wyroby pasmanteryjne”, Leute „ludzie”, Memoiren „pamiętniki, wspomnienia”, Nachwehen „następstwa, reperkusje”, Shorts „szorty”, Trümmer „gruzy, ruiny”, Wirren „zamęt, nieład”.

Niektóre rzeczowniki niemieckie, zwykle używane jako pluralia tantum, mają też formy liczby pojedynczej o takim samym lub zbliżonym znaczeniu, np. Chemikalien (rzadko Chemikalie) „chemikalia”, Machenschaften (rzadko Machenschaft) „machinacje, knowania, spisek”, Zinsen (rzadko Zins) „odsetki”; Zutaten „składniki” wobec Zutat „składnik” (rzadko), ale też „dodatek, uzupełnienie”.
Część tych niemieckich rzeczowników ma charakter policzalny (np. zehn Leute „dziesięcioro ludzi”), część jednak – nie (*drei Ferien *„troje ferii”).
Niektóre nazwy świąt, będące pierwotnie formami liczby mnogiej, używane są obecnie w języku niemieckim jako rzeczowniki rodzaju nijakiego w liczbie pojedynczej, np. Ostern „Wielkanoc”, Pfingsten „Zielone Świątki”, Weihnachten „Boże Narodzenie”, jednak w formułach życzeniowych zachowują swą dawną łączliwość z przymiotnikami w liczbie mnogiej, por.
- Ostern ist längst vorbei „Wielkanoc jest już dawno za nami / już dawno minęła” – ale: Fröhliche Ostern! „Wesołych Świąt Wielkanocnych!”[29]

Z kategorii plurale tantum przeszły one zatem do singulare tantum.
W języku duńskim najpopularniejszym przykładem plurale tantum jest wyraz penge „pieniądze”.

### Języki bałtyckie
Zarówno w języku litewskim, jak i łotewskim występuje wyjątkowo dużo pluralia tantum. Litewskie pluralia tantum obejmują zarówno rzeczowniki pospolite (np. ãšmenys „ostrze”, dùrys „drzwi”, mìltai „mąka”), jak i m.in. nazwy geograficzne (np. Trãkai „Troki”) .
Niektóre rzeczowniki mają w liczbie mnogiej – oprócz podstawowego – także inne, dodatkowe znaczenie, np.:
- nãmas „dom (jako budynek)” – namaĩ „domy (budynki)”, ale także: „dom rodzinny, mieszkanie”;
- rýtas „ranek, poranek” – rytaĩ „poranki”, ale także: „wschód (strona świata)”[34] .

W tym drugim znaczeniu są one pluraliami tantum, nie mają odpowiednika w liczbie pojedynczej.
W obu językach bałtyckich wiele rzeczowników zbiorowych to pluralia tantum, np. lit. sultys „sok” czy łot. asinis „krew” oraz smiltis „piasek”. Ponadto, w języku łotewskim do pluralia tantum zaliczają się określenia stanów psychicznych, np. bailes „strach” czy slāpes „pragnienie”. W języku łotewskim pluralia tantum to również:
- nazwy zbóż, np. auzas „owies”, kvieši „pszenica”, rudzi „żyto”[35];
- nazwy posiłków i uroczystości, np. brokastis „śniadanie”, vakariņas „kolacja”, kāzas „ślub, wesele”[35].

### Język fiński
W języku fińskim dużą grupę pluralia tantum stanowią rzeczowniki oznaczające wydarzenia, np. arpajaiset „loteria”, avajaiset „otwarcie”, hautajaiset „pogrzeb”, myyjäiset „wyprzedaż”, häät „wesele”, polttarit „wieczór kawalerski”.

### Języki romańskie
W języku rumuńskim pluralia tantum stanowią rzeczowniki określające przedmioty złożone z co najmniej dwóch elementów, np. ochelari „okulary”, ghilimele „cudzysłów”; rzeczowniki abstrakcyjne, np. memorii „wspomnienia” oraz niektóre rzeczowniki zbiorowe, np. icre „ikra, kawior”, tăieței „makaron”.
W języku katalońskim również pluralia tantum stanowią rzeczowniki określające przedmioty złożone z co najmniej dwóch elementów, np. tisores „nożyczki”, prismàtics „lornetka”, tenalles „obcęgi”, sostenidors „biustonosz”. Aby w odniesieniu do tych wyrazów mówić o parze, należy użyć wyrazu „jeden” w liczbie mnogiej, np. unes tisores „para nożyczek”. Innymi powszechnie używanymi pluralia tantum są np. afores „peryferia, przedmieścia”, diners „pieniądze”, escacs „szachy”.

### Język albański
W języku albańskim pluralia tantum także stanowią rzeczowniki określające przedmioty złożone z co najmniej dwóch elementów, np. syza „okulary”, gërshërë „nożyczki”, tesha „odzież”, nazwy związane ze zbiorowością, np. të holla „pieniądze”, pranga „okowy, kajdany”, nazwy niektórych działań, procesów i stanów, np. të korra „żniwa”, lajka „służalczość”, a także niektóre określenia materiałów i substancji lub ich pozostałości, np. makarona „makaron”, mbeturinë „resztki jedzenia”, krunde „plewy”.